# Till Nassif

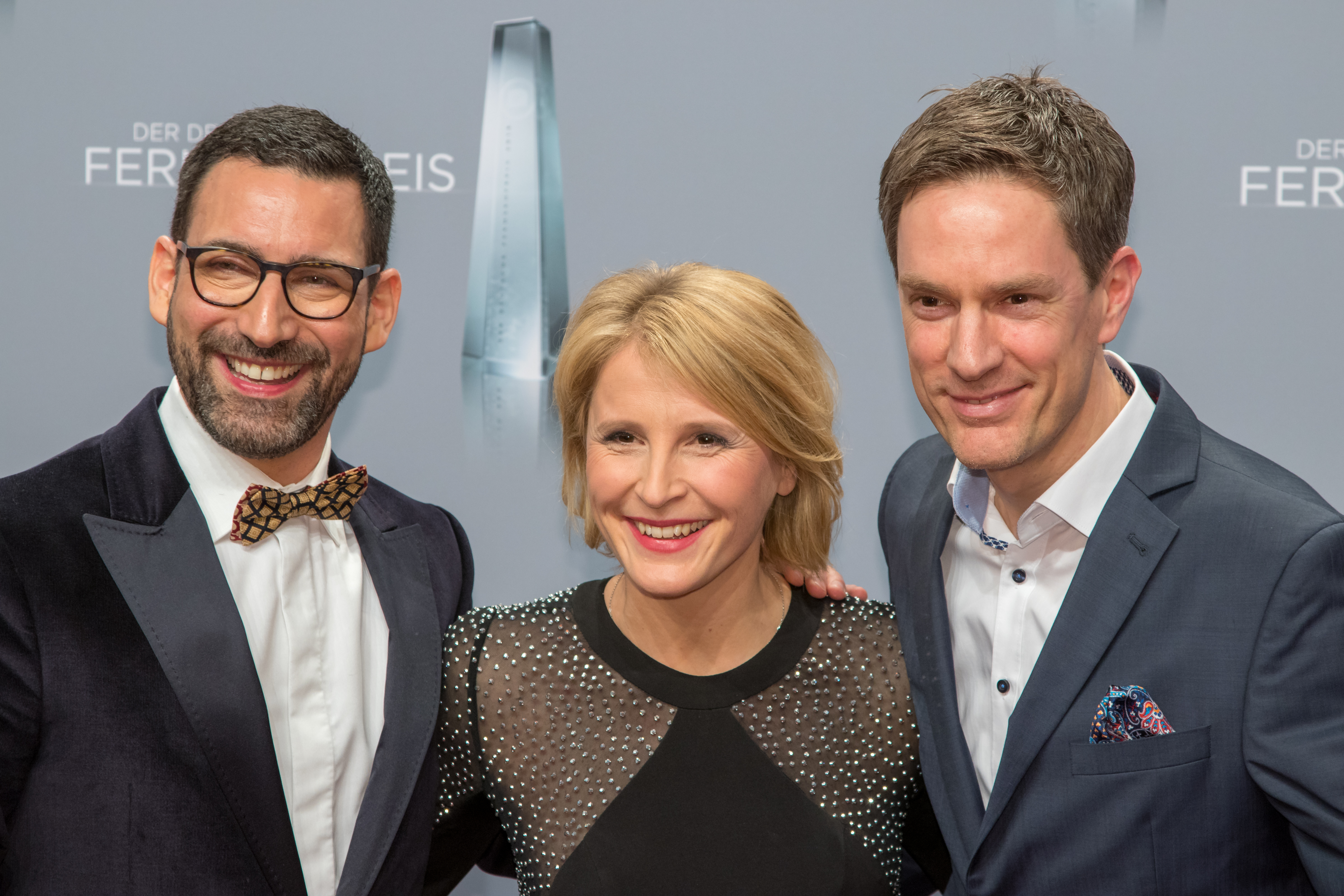
Till Nassif (l.), Susan Link (m.) und Sven Lorig (r.) beim Deutschen Fernsehpreis 2018

Till Nassif (* 13. November 1971 in Coburg) ist ein deutscher Moderator, Redakteur, Autor und Fernsehtrainer.

## Leben
Nassif, dessen Vater Syrer und dessen Mutter Deutsche ist, verbrachte seine Jugendzeit in Oberbayern. Er studierte an der Ludwig-Maximilians-Universität München Kommunikationswissenschaft, Politologie und Soziologie und absolvierte seine Ausbildung an der Deutschen Journalistenschule. Nassif schloss diese als Diplom-Journalist ab.
Während des Studiums arbeitete er von 1992 bis 1993 als Moderator von Radio Untersberg in Freilassing, von 1993 bis 1994 als Moderator des Münchener Lokalsenders Radio Charivari und von 1994 bis 1996 als Nachrichtenredakteur und -sprecher des Mantelprogramms der bayerischen Lokalradios, BLR. Nach dem Studium wechselte er zum Bayerischen Rundfunk. Dort war er von 1996 bis 2002 Moderator und Redakteur der Radiosendung Zündfunk mit Schwerpunkt auf dem Thema „Jugend und Europa“, Seit 1998 arbeitet Nassif als Filmautor und Redakteur beim Bayerischen Fernsehen für quer. Anfang 2004 wechselte er zum Westdeutschen Rundfunk. Nassif moderierte seit Anfang 2004 alle 14 Tage Cosmo TV im WDR Fernsehen. Nebenbei ist er weiterhin für quer tätig. Von 2005 bis 2009 war er einer der Moderatoren der vom WDR produzierten Ausgaben von Planet Wissen.
Seit 2016 moderiert Nassif regelmäßig wieder im BR Fernsehen die abendliche Nachrichtensendung Rundschau-Magazin um 21:45 Uhr, seit 2019 auch die Hauptnachrichtensendung Rundschau um 16:00 und 18:30 Uhr (beide Sendungen wurden 2022 in  BR24 umbenannt). Er wechselt sich mit Sven Lorig im ARD-Morgenmagazin bei der Moderation ab.
Anfang der 2000er Jahre erschienen zwei Sachbücher zum Themenbereich New Economy und Internet von Nassif im Münchener Compact Verlag.
Seit 2000 arbeitet er als Trainer für die Deutsche Journalistenschule und seit 2011 als Fernsehtrainer für die ARD.ZDF medienakademie.

2017 wurde er Teammitglied in dem von Wolfgang Günther gegründeten Trainerverbund tv-handwerk.

## Veröffentlichungen
- 2000: Spekulieren aber sicher! Geld verdienen und gewinnen an der Börse, Compact Verlag, München, ISBN 3-8174-7205-6.
- 2001: Trendwörterbuch New Economy & Internet: Die 1000 neuen Begriffe und Trendwörter von A – Z, Compact Verlag, München, ISBN 3-8174-7099-1.
- 2002: New Economy & Internet: Trendwörter. Compact-Miniwörterbuch, Compact Verlag, München ISBN 3-8174-3377-8.